# 準拠集団
準拠集団 (reference group) は、人の価値観、信念、態度、行動などに強い影響を与える集団を意味する、社会学、社会心理学の用語。家族、地域、学校、職場など。構成員に対して、「かくあるべき」との規範を科すのが特徴。ただし、準拠集団となるのは、必ずしも当人が所属する集団とは限らない。人の後天的欲求は、モデルとなる他者によって形成される部分が大きい。

## 概要
人間は、常に自分一人だけで思考や判断を行うわけでは無く、自分の周囲の他者を基準にしてそれらを行っている。準拠集団とは、自分の意識や態度を決定する際に基準とする集団のことである。
例えばあるブランド品を「みんなが持っているから」欲しいといった場合、その「みんな」は準拠集団である。この「みんな」は人間全てを意味するのではなく、自分が所属する特定の集団の事である。
ロバート・キング・マートンは準拠集団には「規範型」と「比較型」の2つのタイプがあると論じた。規範型準拠集団は個人に対して意見や振る舞いのヒントなどを与える集団であり、比較型準拠集団とは自分や他人を評価する基準の枠組みを与える集団である。また、準拠集団には所属集団、非所属集団、年齢・性別・既婚者など集団とも言えない社会的カテゴリーが含まれ、自分が所属する集団が準拠集団となり易いものの、所属していない集団も準拠集団となり得るという。また、社会組織内の人間は役割と地位がセットと認識され、準拠集団行動では地位に応じた役割が期待されると述べた。

## 準拠集団論の発展
準拠集団の概念は社会心理学から始まった。社会心理学者ハーバート・H・ハイマンは『地位の心理学』（1942年）において、それまで、一般的に客観的事実によって行われると考えられていた地位の評価は、実際には評価する人の友人知人といった身近な集団との個人的な主観による比較によって左右されていることを明らかにした。ハイマンは地位評価の基準となる小集団を準拠集団と呼んだ。ムザファー・シェリフは光点自動運動効果実験によって、人間はが判断を行うとき、集団の中にいる状況では他人の影響を受けることを明らかにし、自分の判断を関連付ける集団は所属集団に限らない事実を提示した。また、セオドア・ニューカムは、一つの判断に対して基準となり得る複数の集団があった場合に、優先的に選択される準拠集団を積極的準拠集団と呼んだ。
準拠集団のアイデアは社会学でも展開された。サミュエル・A・ストウファーは1949年に刊行された『アメリカ兵』で、アメリカ兵の召集に対する感情や昇進に対する態度などを調査し、兵士たちが軍務に対してどのように不満を持つのかを解明した。ストウファーは不満は絶対的な基準で生じるものではなく、根本的に相対的なもの（相対的剥奪）であり、どの人々を意識するかによって大きく違ってくると論じた。その後、マートンは『アメリカ兵』のデータを統合的に説明する概念としては、ストウファーの相対的不満よりも準拠集団のほうがより適正であると論じた。マートンは「中範囲の理論」のひとつとして準拠集団論を論じ、社会心理学的な問題と社会学的な社会構造の問題を接続させた。

## 三つの用法
アメリカの社会学者であるタモツ・シブタニによれば、「準拠集団」の用いられ方には、以下の三つのタイプがある。
- まず第1に、個人が、ある特定の社会において自らが占めている地位を評価する際に参照（refer）する集団だ、とする用い方がある。
- 第2に、個人が、仲間入りしたいと切に願う、そこで承認されたいという欲求を強く抱く集団のことである、とする用い方がある。
- そして第3に、個人が、自分の身のまわりの状況を認知する際に、その認知のための枠組みをそこから獲得しようとする集団を指すものとして用いられている、とする見解がある。

## 文献
- R.K.Merton著、1961年、森東吾ほか訳『社会理論と社会構造』みすず書房、第8章・第9章。